# Innocenty (Jakowlew)
Innocenty, imię świeckie Jakow Jakowlewicz Jakowlew (ur. 30 kwietnia 1947 w Jużnosachalińsku) – rosyjski biskup prawosławny.

## Życiorys
Urodził się w rodzinie wojskowego, generała-majora, uczestnika II wojny światowej. W wieku pięciu lat został ochrzczonyw jednej z cerkwi w Moskwie. Następnie rodzina Jakowlewych zamieszkiwała w kolejnych miejscach służby ojca: w nadbałtyckich republikach ZSRR, na Ukrainie, zaś od 1963 r. w Nowosybirsku. W 1965 r. Jakow Jakowlew rozpoczął studia na wydziale architektury miejscowego uniwersytetu, zaś po ich ukończeniu został tam zatrudniony jako wykładowca. W 1970 r. ożenił się. W 1975 r. został przyjęty do Związku Malarzy Rosji i zawodowo zaczął zajmować się malarstwem, wystawiając swoje prace na ogólnokrajowych, republikańskich i międzynarodowych wystawach. Od lat 80. XX wieku brał udział w życiu eparchii nowosybirskiej Rosyjskiego Kościoła Prawosławnego. Uczestniczył w pracach dekoratorskich w cerkwiach jako architekt i ikonograf.
Od 1983 r. zamieszkiwał z rodziną we Włodzimierzu. W 1992 r. jego żona zmarła po ciężkiej chorobie. 28 marca tego samego roku biskup włodzimierski i suzdalski Eulogiusz wyświęcił go na diakona, zaś 19 kwietnia – na kapłana. Od 1993 r. służył w żeńskim monasterze Zaśnięcia Matki Bożej we Włodzimierzu, zaś od 1995 r. był sekretarzem zarządu eparchii włodzimierskiej i suzdalskiej.
13 kwietnia 1997 r. złożył wieczyste śluby mnisze, przyjmując imię Innocenty na cześć św. Innocentego z Alaski. W roku następnym otrzymał godność igumena. W trybie zaocznym ukończył seminarium duchowne we Włodzimierzu. 21 grudnia 2005 r.  został przełożonym monasteru św. Aleksandra Newskiego w Suzdalu i dziekanem klasztorów eparchii włodzimierskiej. W 2005 r. otrzymał godność archimandryty. Kontynuował działalność artystyczną, projektując szereg nowo wzniesionych cerkwi w eparchii włodzimierskiej.
27 lipca 2011 r. Święty Synod Rosyjskiego Kościoła Prawosławnego nominował go na biskupa niżnotagilskiego i sierowskiego, pierwszego ordynariusza nowo powstałej eparchii. Jego chirotonia biskupia odbyła się 19 sierpnia tego samego roku w soborze Chrystusa Zbawiciela w Moskwie z udziałem konsekratorów: patriarchy moskiewskiego i całego Rusi Cyryla, metropolitów krutickiego i kołomieńskiego Juwenaliusza, sarańskiego i mordowskiego Warsonofiusza, arcybiskupów istrińskiego Arseniusza, włodzimierskiego i suzdalskiego Eulogiusza, riazańskiego i kasimowskiego Pawła, wieriejskiego Eugeniusza, jekatenbyrskiego i wierchoturskiego Cyryla oraz biskupa sołnecznogorskiego Sergiusza.
W 2018 r., w związku z utworzeniem eparchii sierowskiej, tytuł hierarchy uległ zmianie na „niżnotagilski i niewiański”. W tym samym roku biskup Innocenty został przeniesiony na katedrę aleksandrowską. Na urzędzie pozostawał do 2024 r., gdy został przeniesiony w stan spoczynku w związku z osiągnięciem 75. roku życia.